# Осканян, Пётр Степанович
Пётр Степа́нович Осканя́н (18 октября 1923 года, Воронеж — 2 сентября 1988 год, Москва) — участник Великой Отечественной войны, полный кавалер Ордена Славы.

## Биография
Родился 18 октября 1923 года в рабочей семье в Воронеже. После окончания шестилетней школы поступил в школу ФЗО, которую окончил в 1941 году. Работал слесарем-механиком на заводе. В феврале 1942 года призван в Красную Армию. Окончил школу младших командиров по военной специальности сапёр. С мая 1942 года участвовал в сражениях Великой Отечественной войны в составе 29-го отдельного гвардейского саперного батальона 27-й гвардии стрелковой дивизии 8-й гвардейской армии 1-го Белорусского фронта.
В 1945 году вступил в ВКП(б).
Демобилизовался в звании старшина в 1945 году. Работал слесарем-сборщиком на Московском заводе электромеханической аппаратуры.
Скончался 2 сентября 1988 года в Москве. Похоронен на московском Хованском кладбище.
Подвиги
21 июля 1944 года советское подразделение переправлялось через реку Западный Буг в районе населённого пункта Забужье в 28 км северо-западнее города Любомль Волынской области. Находился в течение нескольких часов в воде при наводке штурм-мостика, восстанавливая пролёты и обеспечивая пехотную переправу. За этот подвиг 10 августа 1944 года награждён орденом Славы 3 степени.
12 ноября 1944 года награждён орденом Славы 2 степени за подвиг, совершённый в ночь на 18 октября 1944 года. В составе группы сапёров проделывал проходы через проволочные заграждения в районе польского города Варка, обеспечивая захват разведчиками «языка» в траншее противника.
Зимой 1945 года воевал в районе польского города Познань. 28 января 1945 года заминировал на южной окраине города подходы на танкоопасных направлениях и 4 февраля 1945 года поджёг 3 дома, в которых находился противник, пленил 7 из них, вынес с поля боя раненнего командиpa и 2 солдат. 10 февраля 1945 года уничтожил пулемёт с расчётом. За этот подвиг награждён орденом Славы 1 степени.

## Награды
- Орден Славы I степени (10.08.1944)
- Орден Славы II степени (12.11.1944)
- Орден Славы III степени (1945)
- Орден Отечественной войны I степени
- Орден Красной Звезды